# Armeria rouyana
Armeria rouyana é uma espécie de planta com flor pertencente à família Plumbaginaceae. 
A autoridade científica da espécie é Daveau, tendo sido publicada em Boletim da Sociedade Broteriana 6: 166. 1889.

## Portugal
Trata-se de uma espécie presente no território português, nomeadamente em Portugal Continental.
Em termos de naturalidade é endémica da região atrás referida.

## Protecção
Encontra-se protegida por legislação portuguesa ou da Comunidade Europeia, nomeadadamente pelo Anexo II (espécie prioritária) e IV da Directiva Habitats.